# Giày đế xuồng

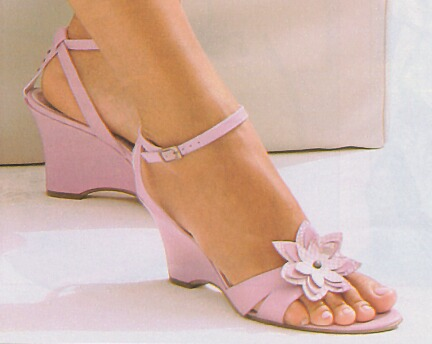
Sandal đế xuồng

Giày đế xuồng là giày và ủng có đế  ở dạng nêm, sao cho một mảnh vật liệu, thường là cao su, đóng vai trò vừa là đế vừa là gót.
Thiết kế này có từ thời Hy Lạp cổ đại. Các diễn viên Hy Lạp thường mang những đôi giày này để biểu thị địa vị. Những điều này rất quan trọng để khán giả có thể xác định ai là người quan trọng trong các vở kịch trên sân khấu. Theo Trung tâm Kennedy, "các diễn viên bi kịch sẽ đi những đôi giày được gọi là 'buskins', hay giày đế cao, để tượng trưng cho sự vượt trội của họ so với các diễn viên truyện tranh, những người sẽ đi tất trơn."

## Dành cho phụ nữ
Giày đế xuồng dành cho phụ nữ phổ biến hơn và thường có đế ở phía sau dày hơn nhiều so với phía trước, khiến chúng trở thành bốt hoặc giày cao gót. Giày đế xuồng dành cho phụ nữ được phổ biến rộng rãi bởi Salvatore Ferragamo, người đã giới thiệu thiết kế này tới thị trường Ý vào cuối những năm 1930. Sự phát triển của giày đế xuồng ngày càng trở nên sặc sỡ và táo bạo trong suốt những năm 1970-1990.

## Dành cho nam giới
Giày bốt đế xuồng nam thường có gót thấp.  Những đôi bốt nam loại này trở nên phổ biến trong những năm 1970.
Một số dạng bốt đế xuồng, có đế dày trong suốt.
Có rất nhiều kiểu dáng có sẵn trong danh mục giày đế xuồng, các kiểu phổ biến nhất là đế xuồng thấp, đế xuồng dây chữ T, đế xuồng dây đeo mắt cá chân, đế xuồng nền tảng và đế xuồng kín ngón chân.

## Thời trang cao cấp
Trong thế giới thời trang cao cấp, Ferragamo đã phát minh ra giày đế xuồng vào những năm 1940 do các lệnh trừng phạt kinh tế chống lại Ý. Ferragamo không còn đủ khả năng mua thép để làm giày cao gót truyền thống. Ông đã thử nghiệm với những mảnh nút chai Sardinia. Được dán và cắt tỉa cho đến khi toàn bộ khoảng trống giữa đế và gót trở nên chắc chắn.